# Antiangiogénico
El término antiangiogénico se refiere a un agente químico o biológico que inhibe o reduce la formación de nuevos vasos sanguíneos a partir de vasos preexistentes (angiogénesis). Existen muchos inhibidores naturales de la angiogénesis que ayudan a mantener el control de la formación de los vasos sanguíneos, como la angiostatina, la endostatina y la trombospondina, entre otros.
Estos agentes son usados a veces para combatir el cáncer al destruir los vasos sanguíneos inmaduros recién formados en el tumor, provocando la depleción de nutrientes y oxígeno a las células tumorales e inhibiendo así el crecimiento del tumor.
El fármaco talidomida es uno de esos agentes antiangiogénicos.Cuando las mujeres embarazadas toman un agente antiangiogénico, el feto no formará vasos sanguíneos correctamentey por lo tanto se detiene el desarrollo apropiado de los miembros y de los sistemas circulatorios. Durante los años 50 y 60 se les suministró a mujeres embarazadas este fármaco para evitar las náuseas y molestias propias del embarazo provocando abortos y graves malformaciones en los niños.
Hoy en día se emplean fármacos dirigidos contra la formación de nuevos vasos sanguíneos, que han demostrato su eficacia en el tratamiento de tumores en terapias combinadas con agentes quimioterápicos tradicionales y en el tratamiento de enfermedades oculares producidas por un aumento de la vascularización de la retina que reduce la visión, como la Degeneración Macular Asociada a la Edad (DMAE). Algunos de ellos son anticuerpos contra proteínas inductoras de angiogénesis, como:

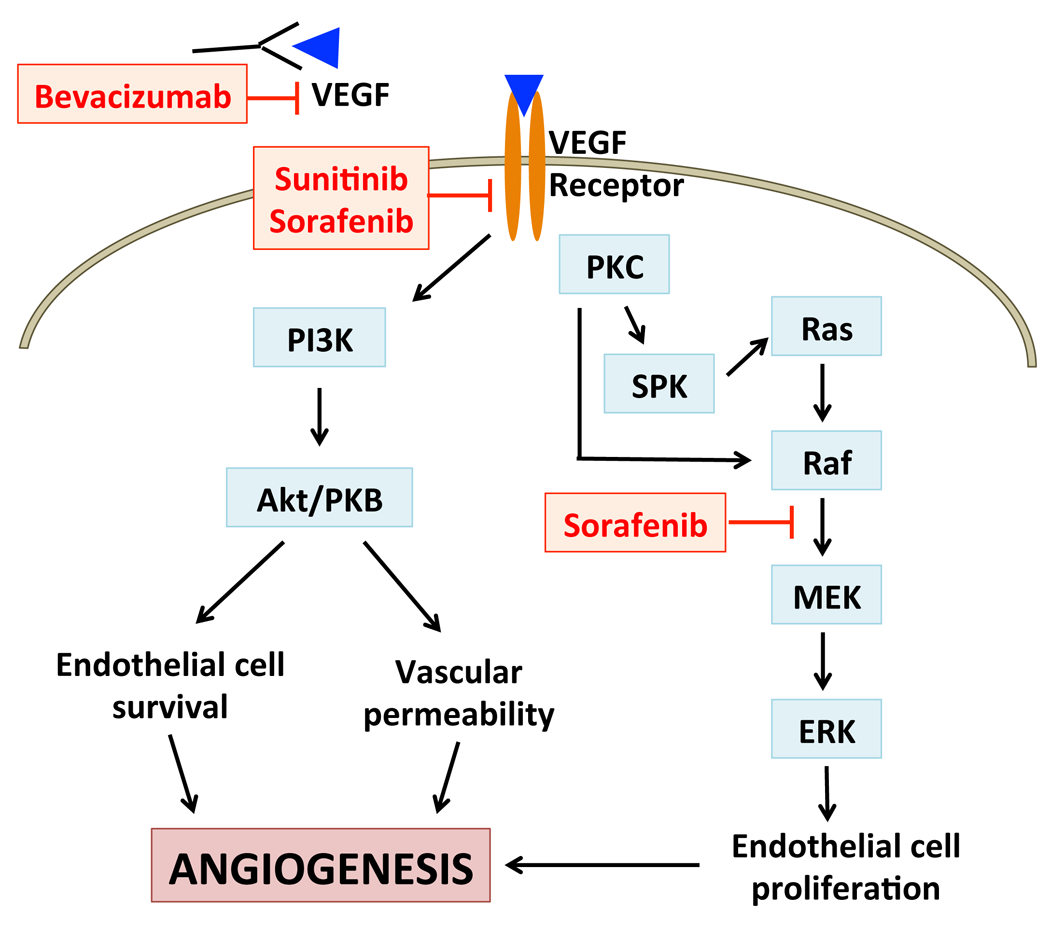
Inhibición de angiogénesis por Bevacizumab

- Bevacizumab, de nombre comercial Avastin, un agente antitumoral para ser utilizado en la primera línea de tratamiento del cáncer colorrectal metastásico. También se utiliza, inyectado directamente en el ojo para el tratamiento de la DMAE
- Ranibizumab, de nombre comercial Lucentis, está indicado para el tratamiento de pacientes con la forma exudativa de la degeneración macular asociada a la edad (DMAE húmeda)
- Pegaptanib de sodio, de nombre comercial Macugen, está indicado para el tratamiento de pacientes con la forma exudativa de la degeneración macular asociada a la edad (DMAE húmeda)

Antiangiogénicos naturales. El doctor William Li en una conferencia a la que llamó ¿podemos comer para que el cáncer muera de hambre? compartió los resultados de sus estudios donde muestra que hay una gran fuente de alimentos que contienen inhibidores de la angiogénesis como es la uva roja y que tienen la particularidad de potenciarse cuando se combinan (hacen sinergia), por ejemplo si se combina el sencha y el te de jazmin juntos son más potentes que el te de earl grey que individualmente es el más potente de los 3 como inhibidor.
los factores dietéticos comparados cabeza a cabeza contra estas drogas. Pueden ver que claramente se defienden y, en algunos casos, son más potentes que los fármacos. La soya, el perejil, el ajo, las uvas, las bayas, podría ir a casa y cocinar una comida sabrosa con estos ingredientes. Así que imaginen si pudiéramos crear el primer sistema de clasificación del mundo en el que pudiéramos puntuar los alimentos de acuerdo a sus propiedades antiangiogénicas en la prevención del cáncer. Y eso es lo que estamos haciendo ahora
En la lista que se puede ver en el video en minuto 14:17 destacan como factores dietéticos; la vitamina E, el Te verde, cúrcuma, glucosamina, cítricos, Brassica, uva roja, ajo, soya, Perejil, Alcachofa, un dato curioso de estos resultados es que a muchos de estos la medicina tradicional y alternativa ya le daba de hace tiempo propiedades anticancerigenas así como estudios demográficos Archivado el 1 de junio de 2017 en Wayback Machine. que mostraban una relación con una menor incidencia donde se usa esta dieta.